# Riu Severn
El riu Severn (en gal·lès, Afon Hafren ; en llatí, Sabrina) és el riu més llarg de la Gran Bretanya, amb uns 354 quilòmetres (220 milles), i el segon més cabalós de les illes Britàniques i Irlanda, darrere del riu Shannon.
Neix a una altitud de 610 metres (2.001 peus), a Plynlimon, a prop de Llanidloes, i passa per Powys, a les muntanyes Cambrianes, a la regió central de Gal·les. A continuació discorre pels comtats de Shropshire, Worcestershire i Gloucestershire, amb les ciutats de Shrewsbury, Worcester i Gloucester a la seva riba. Amb un cabal mitjà de 107 m³/s a l'altura d'Apperley, a Gloucestershire, el Severn és el riu més cabalós d'Anglaterra, Gal·les i Escòcia.
Es considera que el riu es converteix en un estuari passat el pont Second Severn Crossing, entre Severn Beach, South Gloucestershire i Sudbrook, al comtat de (Monmouthshire). El riu desemboca al canal de Bristol, que s'obre al mar Cèltic i acaba a l'oceà Atlàntic. La superfície de la conca hidrològica del Severn és d'11.420 km² (4.409 milles quadrades), exclosos el riu Wye i el riu Avon, que desemboquen a l'estuari del Severn. Els principals afluents del Severn són: el Vyrnwy, el Clywedog, el Teme i l'Stour.

## Etimologia i mitologia
Es creu que el topònim Severn deriva d'un nom celta, sabrinn-â, de significat incert, que es va convertir en Sabrina en llatí en època romana, Hafren en gal·lès i Severn en anglès. Segons una etimologia popular, el nom deriva d'una nimfa, Sabrina, que, segons el mite, era la filla il·legítima d'un rei, l'esposa del qual la va ofegar al riu. Sabrina també és la deessa del riu Severn en la mitologia britona. La llegenda de Sabrina apareix en el Comus de John Milton. Hi ha una estàtua de Sabrina als jardins de Dingle, a Shrewsbury. Quan el Severn es veu afectat per la marea es diu que és per l'influx d'una altra deïtat associada anomenada Noadu (en llatí, Nodens), que era representada muntada en un cavall marí sobre la cresta del mascaret.

## Afluents

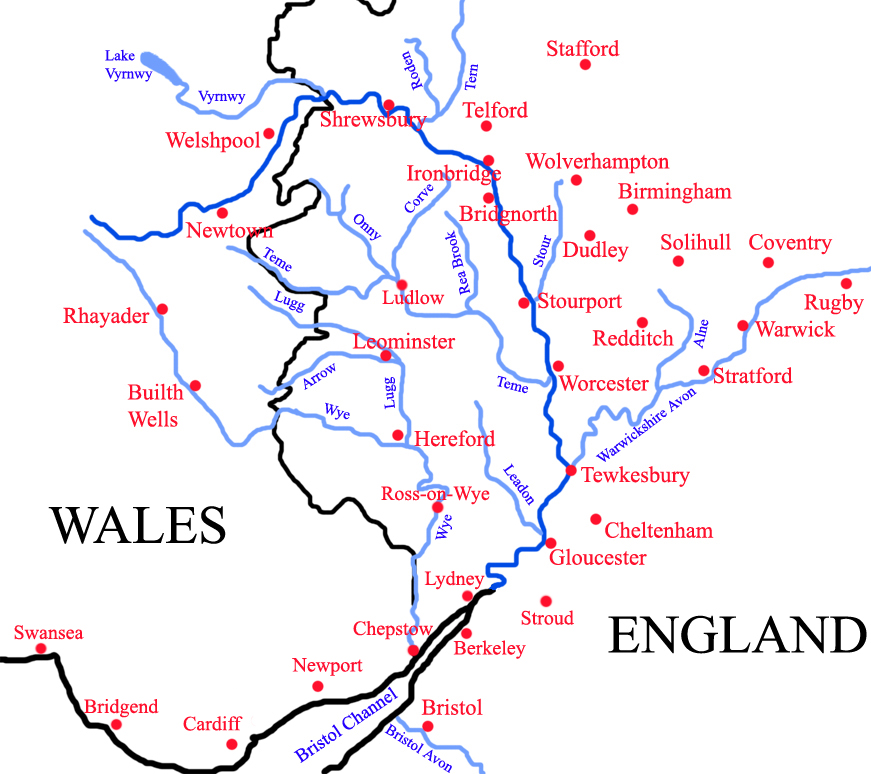
Mapa del riu Severn.

El riu Stour neix al nord de Worcestershire, als turons de Clent, a prop de la parròquia de Sant Kenelm, a Romsley. Flueix cap al nord per la veïna regió de les West Midlands, a Halesowen. A continuació es desvia cap a l'oest i passa per Cradley Heath i Stourbridge, on abandona el Black Country. Se li uneix l'Smestow a Prestwood abans de girar cap al sud fins a arribar a Kinver i després discorre cap a Worcestershire. A continuació travessa Wolverley, Kidderminster i Wilden fins a la seva confluència amb el Severn a Stourport-on-Severn.
El riu Vyrnwy, que comença al llac Vyrnwy, discorre cap a l'est passant per Powys i, abans de formar la frontera entre Anglaterra i Gal·les, rep les aigües d'altres rierols a prop de Severn Melverley, Shropshire.
La riera de Rea flueix cap al nord des del seu naixement als pujols de Shropshire i s'uneix al Severn a Shrewsbury.
El riu Tern, després d'anar cap al sud des de Market Drayton i d'unir-se al riu Roden, desguassa al Severn a Attingham Park.
El riu Worfe s'uneix al Severn just per sobre de Bridgnorth.
El riu Stour augmenta amb l'aigua procedent dels pujols de Clent, travessa Halesowen, Stourbridge i Kidderminster, i s'uneix al Severn a Stourport. A la riba oposada, els afluents només són rierols: Borle Brook, Dowles Brook, que drena el bosc de Wyre, i les rieres de Dick i Shrawley.
El riu Teme discorre cap a l'est des del seu naixement, a Gal·les, a la frontera entre Shropshire i Herefordshire, i se li uneix el riu Onny, el Corve i el Rea abans de desguassar finalment al Severn una mica més avall de Worcester.
Un dels diversos rius anomenats Avon, en aquest cas el Warwickshire Avon, flueix cap a l'oest a través de Rugby, Warwick i Stratford-upon-Avon. Llavors rep el riu Arrow i finalment s'uneix al Severn a Tewkesbury, (Gloucestershire).
El port de Bristol està situat a l'estuari del Severn, on desemboca un altre riu anomenat Avon a través de la gola d'Avon.
El riu Wye, des del seu naixement Plynlimon, al País de Gal·les, transita en general cap al sud-est i passa per les ciutats de Rhayader i Builth Wells. Entra a Herefordshire per Hereford i poc després s'uneix al riu Lugg, passa per Ross-on-Wye i Monmouth i gira després cap al sud, on forma la frontera entre Anglaterra (bosc de Dean) i el País de Gal·les. La unió amb el Severn és a prop de la ciutat de Chepstow, aigües amunt del Bristol Avon, a la riba oposada.
El riu Usk desemboca a l'estuari del Severn, al sud de Newport.
El Rad Brook és una riera de Shropshire que passa per Shrewsbury i que desemboca al Severn en aquesta ciutat.

## Principals assentaments

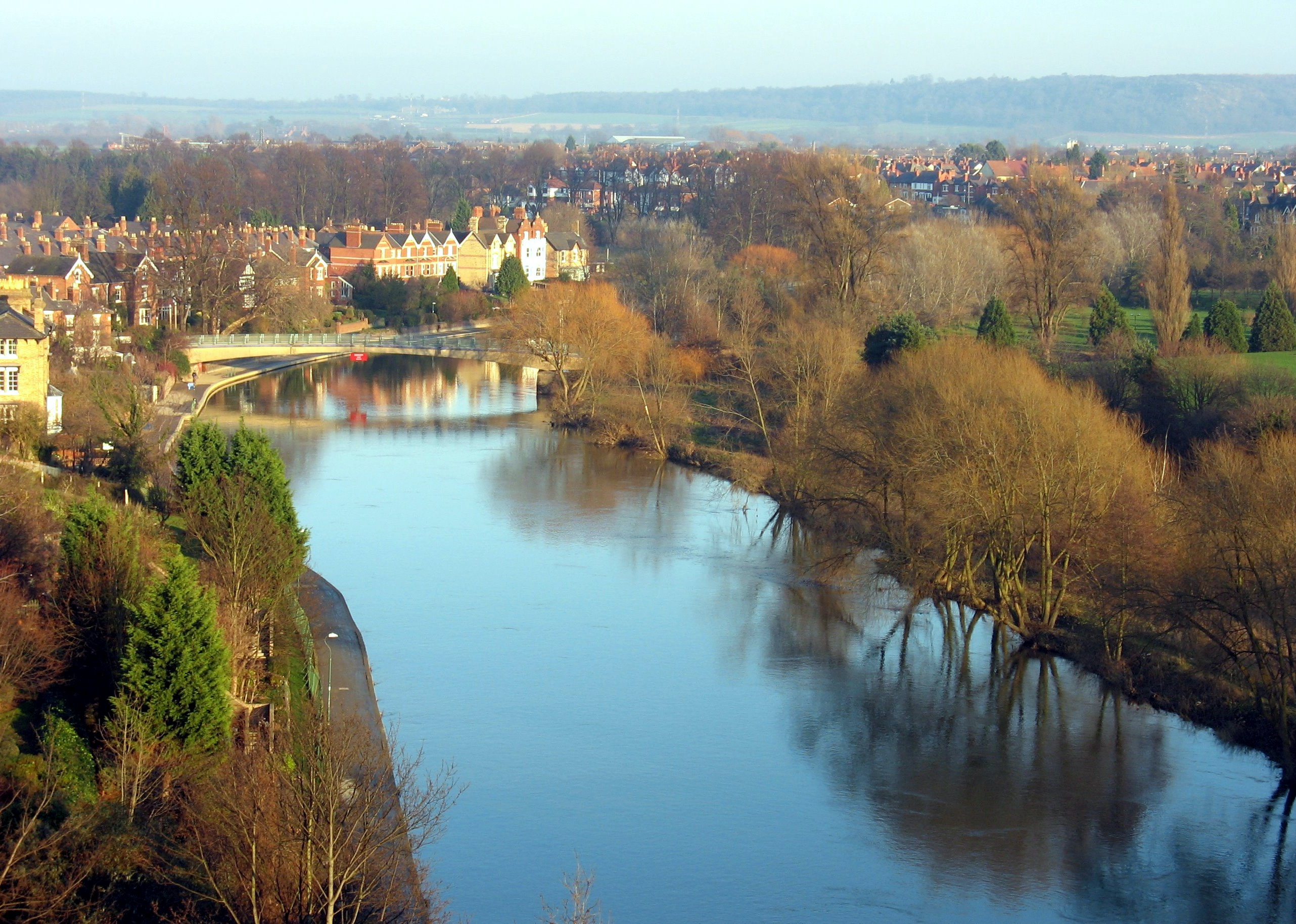
El riu Severn a Shrewsbury vist des del castell de Shrewsbury.

A continuació es mostra una llista dels principals pobles i ciutats per on passa el Severn (en ordre de marxa descendent):
Comtat de Powys
- Newtown
- Welshpool

Comtat de Shropshire
- Shrewsbury (capital del comtat)
- Ironbridge
- Bridgnorth

Comtat de Worcestershire
- Bewdley i pobles dels voltants
- Stourport
- Worcester (capital del comtat)
- Upton

Comtat de Gloucestershire
- Tewkesbury
- Gloucester (capital del comtat)

## Transports

### Ponts i túnels

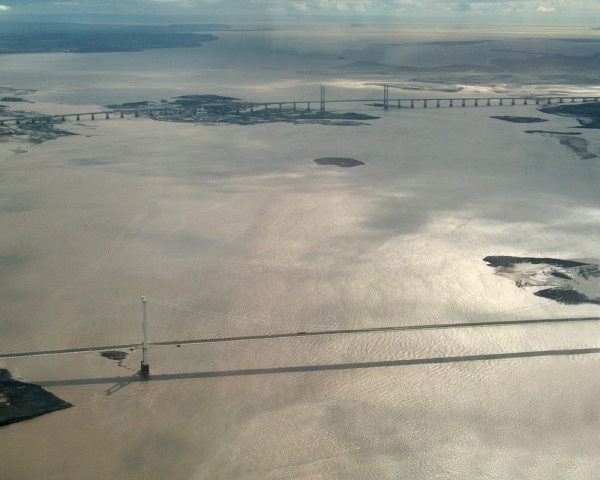
Estuari del riu Severn. En primer pla, el Severn Bridge i, al fons, el Second Severn Crossing.

El riu Severn té molts ponts al llarg del seu recorregut, i alguns destaquen per mèrits propis. La majoria els va dissenyar l'enginyer Thomas Telford. Entre ells destaca el famós Iron Bridge, a la localitat d'Ironbridge, el primer pont del món amb un arc de ferro.
Hi ha dos ponts de carretera per travessar el Severn, que fan d'enllaç entre Gal·les i els comtats del sud d'Anglaterra. Abans de la construcció del primer pont, el 1966, el canal s'havia de travessar mitjançant el servei Aust Ferry.
- Severn Bridge, obert el 1966, forma part de la carretera M48.
- Second Severn Crossing, inaugurat el 1966 per a l'autopista M4.

El túnel del Severn, completat el 1886 per John Hawkshaw a càrrec de la Great Western Railway, és un túnel per al ferrocarril situat a prop del pont Second Severn Crossing. Hi circula la línia del Great Western Main Line. Anteriorment, la línia South Wales Railway voltava l'estuari des de Gloucester fins a Newport. Pel túnel també hi poden passar cotxes.

### Desastres
Al Severn hi ha hagut molts desastres, que han provocat nombroses morts (al voltant de 300, tot i que les xifres varien en funció dels registres), especialment al segle xx, i això fa que se'l tingui pel riu més perillós de la Gran Bretanya. Entre d'altres, hi ha hagut accidents de cotxe i de tren, i inundacions per la crescuda de les aigües.

### Navegació
Hi ha un servei públic de navegació entre Pool Quay, a prop de Welshpool, i Stourport. Tanmateix, aquest tram del riu té poc trànsit, si no és per les petites embarcacions d'esbarjo, canoes i altres embarcacions turístiques de Shrewsbury. Al tram següent, que comença a Stourport, on el riu és més apte per a la navegació d'embarcacions més grans, els usuaris han d'obtenir un permís atorgat pel Canal & River Trust, que és l'autoritat de navegació. Durant l'època de desglaç, el riu pot estar tancat a la navegació.
A la part superior de Gloucester, el riu es divideix en dos ramals, que envolten l'illa d'Alney cap a Lower Party. El canal de l'oest ja no és navegable, mentre que el canal de l'est és navegable fins als molls de Gloucester, des d'on el Gloucester i el canal Sharpness ofereixen un canal navegable cap al sud. Al tram de marea del riu per sota de Gloucester, la Gloucester Harbour Trustees és l'autoritat portuària competent.

### Canals
El canal de Staffordshire i Worcestershire, el canal de Worcester i Birmingham i el canal de Herefordshire i Gloucestershire s'uneixen al Severn a Stourport, Worcester i Gloucester, respectivament. El canal de Droitwich Barge és un canal ample que s'uneix al Severn a Hawford, a prop del riu Salwarpe, i es connecta amb el canal de Droitwich, que després forma un enllaç amb el canal de Worcester i Birmingham. Els dos canals de Droitwich es van reobrir el 2010 després d'una important restauració.
El canal de Gloucester i Sharpness connecta amb el Severn a Gloucester i es dirigeix cap a Sharpness evitant un tram del riu on les marees poden ser perilloses per a la navegació. La Stroudwater Navigation s'utilitzava per unir el Severn a Framilode, però des del 1920 s'ha connectat al Severn només a través del canal de Gloucester i Sharpness.
El canal de Lydney és un canal curt que connecta Lydney amb el riu.
El tram de riu entre Tewkesbury i Worcester forma part de l'Avon Ring, una ruta de navegació circular de 175 km que inclou 129 rescloses i tres cursos d'aigua.